# Laura Wilkinson
Laura Ann Wilkinson (Houston, 17 novembre 1977) è un'ex tuffatrice statunitense.

## Biografia
Ha rappresentato gli Stati Uniti d'America ai Giochi olimpici di Los Angeles 1984 nella piattaforma 10 metri, specialità della quale è divenuta campionessa mondiale nel 2005.

## Palmares
- Giochi olimpici

Sydney 2000: oro nella piattaforma 10 m.
- Mondiali

Montreal 2005: oro nella piattaforma 10 m.
- Vincitrice della Coppa del Mondo della piattaforma 10 m nel 2004